# I. szegedi képregényfesztivál
Az I. szegedi képregényfesztiválra, amit hagyományteremtő céllal rendeztek meg, 2009 novemberében került sor. Az esemény főszervezője a szegedi Somogyi-könyvtár volt, társszervezője pedig a Grand Café mozi.
Az esemény szervezésébe szegedi képregény-rajongókat is bevontak, közülük is a legjobban Szabó Zoltán Ádám, a kepregeny.net portál szerkesztője és a Panel képregényes szaklap főszerkesztője, járult hozzá a rendezvény létrejöttéhez.

## A Dargay-emlékkiállítás
Éppen a rendezvény szervezésének ideje alatt, hosszú betegséget követően, 2009 októberében hunyt el Dargay Attila, Balázs Béla-díjas, érdemes és kiváló művész. A fesztivál szervezői egy kiállítás keretében szerettek volna megemlékezni róla, kiemelve képregényes munkásságát. Dargay nevéhez rajzfilmrendezőként olyan híres alkotások fűződtek, mint a Lúdas Matyi, Vuk vagy a Szaffi. E mellett képeskönyvek és képregények alkotásában is szerepet vállalt a művész úr. Utóbbi munkái közül számos megjelent a Hahotában valamint a Pajtás, Füles és Dörmögő Dömötör magazinokban. A kiállítás során a könyvtár, valamint Kiss Ferenc, Kertész Sándor és Kokovai Péter gyűjteményéből származó Dargay-ereklyéket, érdekességeket és eredeti képregényes oldalakat tekinthetett meg az érdeklődő. Kiss Ferenc e mellett egy előadás keretében megemlékezett az alkotó képregényes életútjáról, munkásságáról.

## A fesztivál résztvevői, előadói
Az eseményen számos a hazai „képregény-szakmában” járatos személy részt vett.
Az idősebb korosztályból Bayer Antal, számos hazai képregény fordítója, szerkesztője, Kiss Ferenc képregény-forgatókönyvíró és Kertész Sándor, nyíregyházi „képregénytörténet-kutató” látogatott el a szegedi rendezvényre, s tartott előadást. A Szegedi Tudományegyetem Bölcsészettudományi karán óraadóként képregényes kurzusokat tartó Váradi Gábor, Dunai Tamás és Szabó Gergő is tiszteletét tette a fesztiválon, s szónoklatot tartott a közönségnek. Szabó Zoltán Ádám, az esemény egyik szervezője, a hazai képregényes közösség két sajtóforrásáról adott számot.
Számos a szerzői kiadások terén próbálkozó fiatal alkotó is meghívást kapott a képregényes rendezvényre, s mutatta be eddigi munkásságát. A szegedi Pilcz Roland Kalyber Joe című alkotásáról tartott beszámolót. Mráz István és Oravez Gergely a Pszicho Dzsánki, míg Rozgonyi Zalán és Váradi Gábor az X-Embörök című művéről osztotta meg gondolatait a nagyérdeművel. Tóth László az amerikai horror képregényekről, míg Márki Szabolcs a manga-műfajról tartott előadást.
A rendezvényen képregények kiadásával foglalkozó cégek is jelen voltak. Ellátogatott Szegedre a Lucky Luke hazai megjelentetéséért felelős Pesti Könyv Kiadó és a főleg mangák kiadásában érdekelt Fumax. A többi magyarországi kiadó köteteit a képregények terjesztésével foglalatoskodó Képregény Nagyker hozta el a csongrádi megyeszékhelyre. A Panel című képregényes szaklap szerkesztősége is megtisztelte jelenlétével a rendezvényt.

## A fesztivál programja[5]

### Somogyi-könyvtár
10:00-10:15: Megnyitó
10:15-11:00: Ismerkedés a kiadókkal (Előadó: Simon István)
11:00-12:00: Bemutatkozik Kalyber Joe, avagy az első akárhány év…(Előadó: Pilcz Roland)
12:00-12:30: Szociopata fecskendő rock’n'roll – bemutatkozik a Pszicho Dzsánki című szerzői képregény (Előadó: Mráz István)
12:30-13:00: X-Embörök, egy paródia anatómiája (Előadó: Rozgonyi Zalán)
13:00-13:30: A képregény második nyilvánossága (Előadó: Szabó Zoltán Ádám)
13:30-14:30: Oroszlánszagú Richárdtól a kevély Csacsiig (Előadó: Kiss Ferenc)
14:30-15:30: Grund comix : a magyar képregény és a közönsége (Előadó: Kertész Sándor)
15:30-16:00: Az amerikai comics zászlóvivője – Marvel-képregények Magyarországon (Előadó: Dunai Tamás)
16:00-16:30: Kockás után gömbölyű – francia képregények magyar kiadásban 1990 óta (Előadó: Bayer Antal)
16:30-17:00: Manga Hungária (Előadó: Márki Szabolcs)
17:00-17:30: A bárkától a kriptamesékig (Előadó: Tóth László)
17:30-18:00: Mickey Mouse kontra Hitler – propaganda képregények a második világháborúban (Előadók: Váradi Gábor, Szabó Gergő)

### Grand Café mozi
18:30-  Képregényből adaptált japán rajzfilmek vetítése

## Lásd még
- Szegedi képregényfesztivál
- II. szegedi képregényfesztivál

## Külső hivatkozások
- youtube.com